# امید شناور
امید شناور (به انگلیسی: Hope Floats) فیلمی محصول سال ۱۹۹۸ و به کارگردانی فارست ویتاکر است. در این فیلم بازیگرانی همچون ساندرا بولاک، هری کانیک جونیور، جنا رولندز، می ویتمن، مایکل پاری، کامرون فینلی، کتی ناجیمی، بیل کوبس و رزانا آرکت ایفای نقش کرده‌اند.